# Polna Skałka

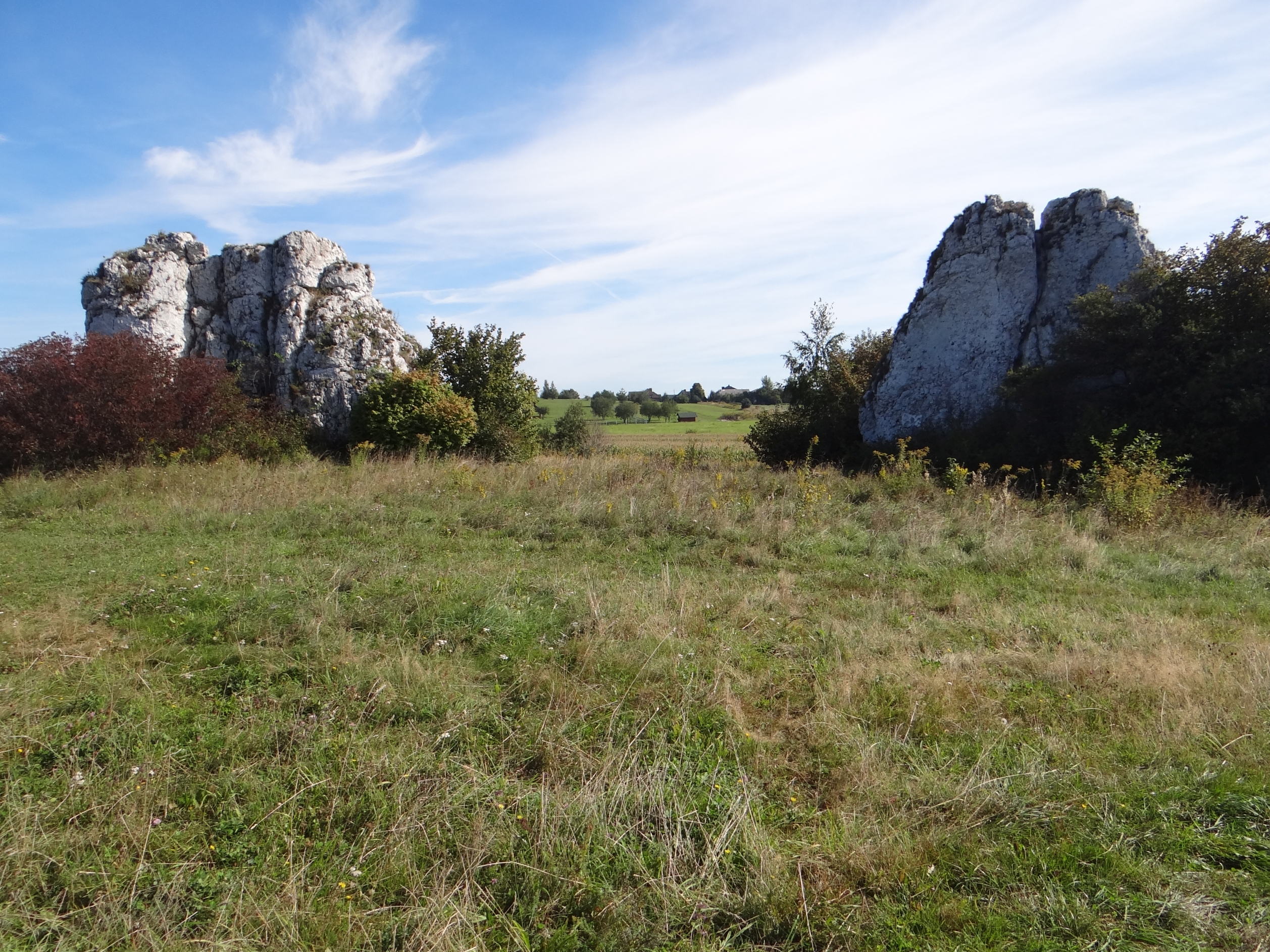
Polna Skałka (po lewej) i Ostry Kamień (po prawej)

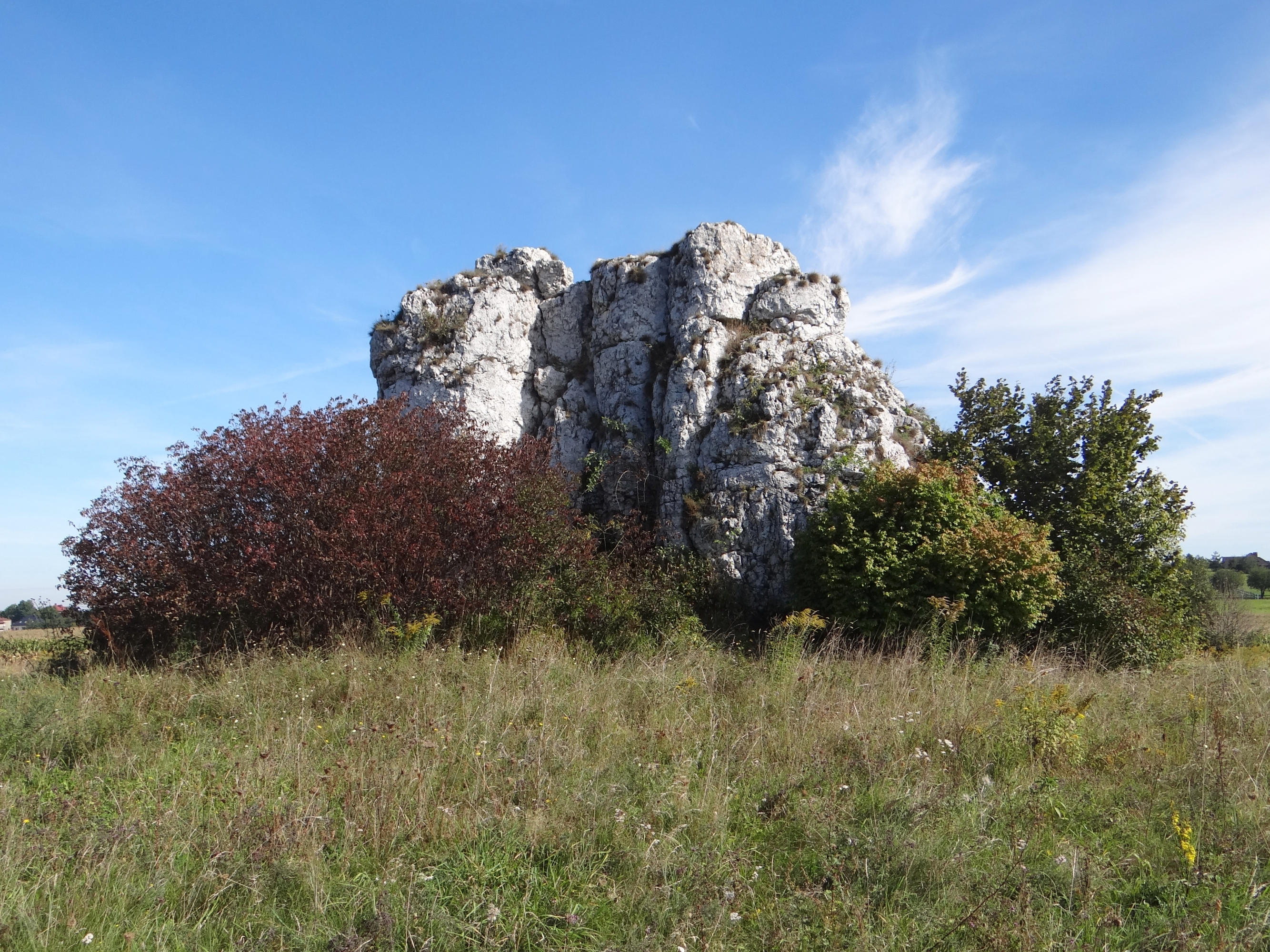
Polna Skałka od południa

Polna Skałka – jeden z Ostańców Jerzmanowickich w najwyższych partiach Wyżyny Olkuskiej w miejscowości Jerzmanowice w województwie małopolskim, w powiecie krakowskim, w gminie Jerzmanowice-Przeginia. Jest najdalej na północ wysuniętą skałą w grupie skał ciągnących się od Skały 502 w północnym kierunku. W grupie tej na północ od Kapucyna znajdują się 4 skały. W kolejności od południa na północ są to: Słup, Soczewka, Ostry Kamień i Polna Skałka.

## Nazewnictwo
Nazewnictwo skał Wzgórza 502 w różnych źródłach jest niejednoznaczne, co powoduje zamieszanie. Wikipedia opiera się na mapie Geoportalu (wersja orto), na której wszystkie skały na Wzgórzu 502 są opisane. Najdalej na północ wysunięta Polna Skałka nie zainteresowała wspinaczy skalnych. W przewodniku wspinaczkowym T. Ślusarczyka opisano wspinaczkę na sąsiedniej na południe skale nazywając ją Polną Skałką (na mapie Geoportalu jest to Ostry Kamień). W skałoplanach fundacji „Wspinka” również opisano wspinaczkę na przedostatniej na północ skale, czyli Ostrym Kamieniu, nazywając go Polną Skałką, ponadto podano błędną informację, że jest to najdalej na północ wysunięta skała. P. Haciski także opisuje wspinaczkę na przedostatniej na północ skale, ale nie podaje jej nazwy.

## Opis skały
Polna Skałka to samotna, wapienna skała wśród pól uprawnych. Znajduje się na terenie otwartym, ale jej bezpośrednie otoczenie stopniowo zarasta krzewami i drzewami. Pomiędzy nią i Ostrym Kamieniem prowadzi polna droga.